# Corymorpha nutans
Corymorpha nutans är en nässeldjursart som beskrevs av Sars 1835. Corymorpha nutans ingår i släktet Corymorpha och familjen Corymorphidae. Det är osäkert om arten förekommer i Sverige. Inga underarter finns listade i Catalogue of Life.

## Bildgalleri

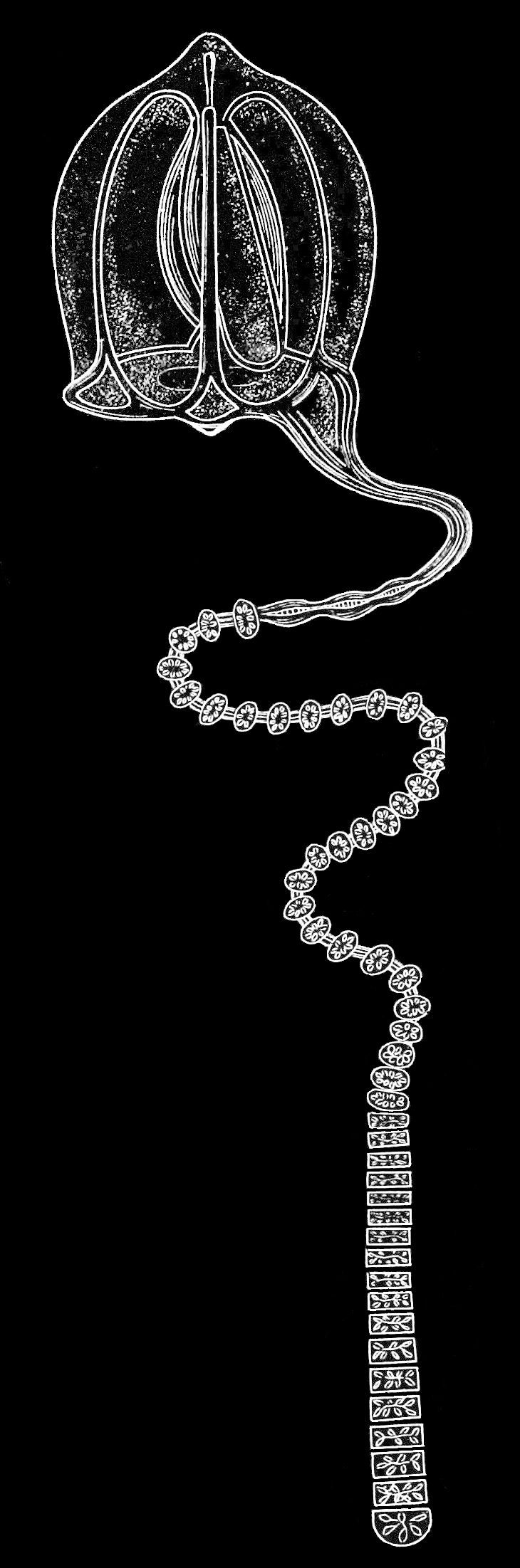